# Ilieni
Ilieni (en hongrois Illyefalva, en allemand Ilgendorf) est une commune roumaine du județ de Covasna dans le Pays sicule, en Transylvanie. Elle est composée des trois villages suivants:
- Ilieni, siège de la commune
- Dobolii de Jos (Aldoboly)
- Sâncraiu (Kalotaszentkirály)

## Lieux et monuments
- Église fortifiée du village de Ilieni (construite au XVIe siècle[1]
- Église catholique romaine du village de Ilieni (construite en 1868)
- Église unitarienne du village de Sâncraiu (construite en XVe siècle)
- Église orthodoxe du village de Dobolii de Jos
- Église réformée du village de Sâncraiu (construite en XIXe siècle)